# حيات (كسروان)
حيات  هي قرية لبنانية من قرى قضاء كسروان في محافظة جبل لبنان.